# Margrit Kennedy
Margrit Kennedy, född 21 november 1939 i Chemnitz, död 28 december 2013 i Steyerberg i Niedersachsen, var en tysk arkitekt, författare och debattör i ränte- och penningfrågor. Inspirerad av bland annat Silvio Gesell har hon varit aktiv i ränte- och penningdebatten sedan 1980-talet. Hon förespråkar lokala valutor, men också nationella reformer av penningväsendet. 

## Ekonomisk teori
Dagens ekonomiska system, med räntan i centrum, medför ett krav på ständig och exponentiell tillväxt. Det är enligt Margrit Kennedy liksom många andra miljöinriktade ekonomiska debattörer omöjligt eftersom jorden och naturresurserna är begränsade. För det andra menar hon att det är en missuppfattning att vi bara betalar ränta då vi lånar pengar. Tvärtom är räntan inbakad i alla priser på varor och tjänster. Om räntan kunde avskaffas så skulle samtidigt räntans del av priset på alla varor och tjänster avskaffas, tänker hon sig. Den tredje missuppfattningen är enligt Kennedy att alla tjänar (eller förlorar) lika mycket på dagens räntesystem. Hon menar att nästan alla förlorar på räntesystemet. Endast de riktigt rika tjänar på systemet.
Slutligen menar hon också att det är en missuppfattning att inflation är en oskiljaktig del av vilket penningsystem som helst.

## Familjeliv
Margrit Kennedy var gift med den irländske arkitekten Declan Kennedy och bodde i ekobyn Lebensgarten i Steyerberg, Niedersachsen. De hade en dotter, Antja Kennedy.